# Ларингофон

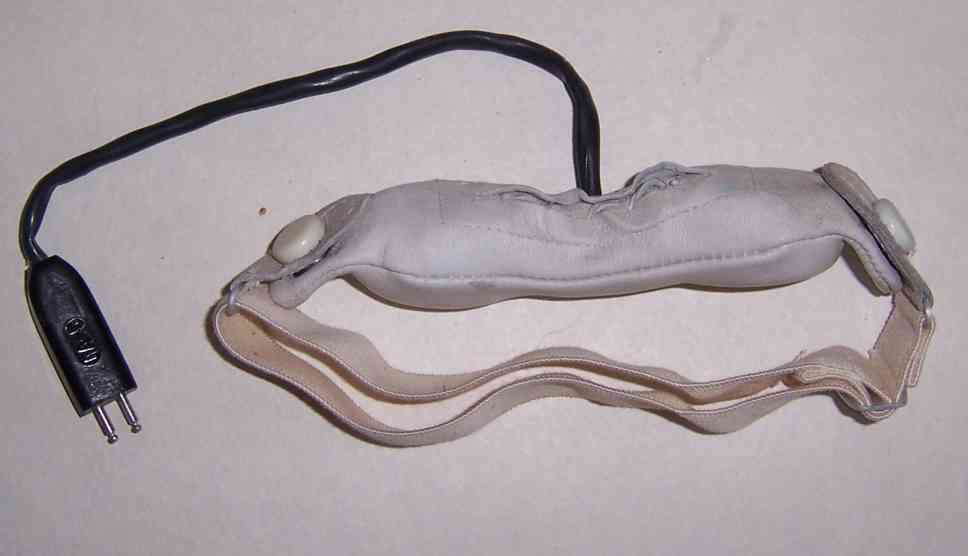
Ларингофон ЛА-5, общий вид

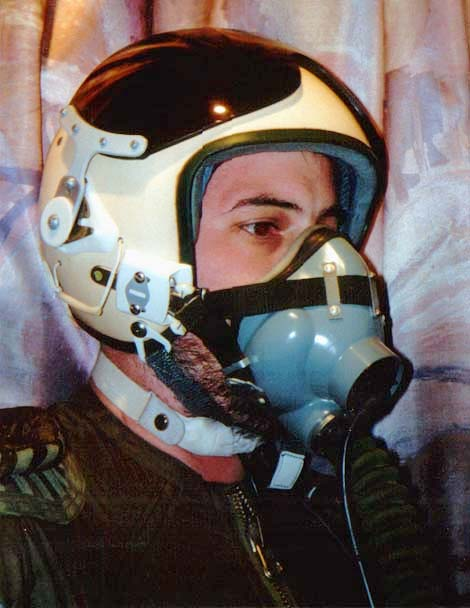
Ларингофон, закреплённый на шее пилота.

Ларингофо́н (от др.-греч. λάρυγξ — гортань и φωνή — звук) — разновидность микрофона, использующая механические колебания кожи в области гортани, возникающие при разговоре, для преобразования в электрический аудиосигнал.
Применяется в составе гарнитур для передачи речи в условиях повышенного внешнего акустического шума, при сильном ветре. В частности, используется  в танковых и авиационных шлемах; если такой шлем совмещён с наушниками, он называется шлемофоном. Также применяется в различных скафандрах, при использовании противогаза или респираторной маски.
При работе прибор должен быть плотно закреплён на шее.

## Устройство и принцип действия
Колебания кожи горла человека передаются на преобразователь колебаний в электрический сигнал. Сам преобразователь может быть основан на разных принципах, например,  типа угольного микрофона или пьезоэлектрические или электродинамические преобразователи.
Исторически первые модели ларингофонов представляли собой угольные микрофоны (иногда микрофоны других типов) небольшого размера, расположенные попарно в кожаном чехольчике с эластичным ремешком.
В настоящее время ларингофон обычно представляет собой относительно сложную конструкцию, состоящую из микрофона, гибкого полого звукопровода по типу медицинского стетоскопа и преобразователя, улавливающего звук, с приспособлением для крепления на шее.

## Примеры
Ларингофоны ЛЭМ-5 и ЛЭМ-3 применяются в танковых шлемофонах.